# Kinne-Vedums församling
Kinne-Vedums församling var en församling i Götene kommun. Församlingen uppgick 2002 i Götene församling. Första halvan av namnet är till för att skilja från Laske-Vedums församling.

## Administrativ historik
Församlingen har medeltida ursprung. Före den 1 januari 1886 (ändring enligt beslut den 17 april 1885) var namnet Vedums församling.
Församlingen var till 1962 annexförsamling i pastoratet Forshem, (Kinne-)Vedum och Fullösa som till omkring 1545 även omfattade Bolums församling. Från 1962 till 2002 annexförsamling i pastoratet Götene, Holmestad, Vättlösa och Kinne-Vedum. Församlingen uppgick 2002 i Götene församling.

## Kyrkor
- Kinne-Vedums kyrka